# Euler Hermes Italia
Allianz Trade Italia, precedentemente denominata Euler Hermes Italia,  è un'azienda italiana operante nel settore dell'assicurazione dei crediti, con una quota di mercato pari al 48%.
Fa parte del Gruppo multinazionale Allianz Trade, con sede a Parigi. Allianz Trade è una società di Allianz, quotata all'Euronext Parigi (ELE.PA).

## Storia
Il 3 agosto del 1927, nasce SIAC Società Italiana Assicurazione Credito.
Nel 1998, l'Ina Assitalia cede parte del proprio pacchetto azionario alla francese Euler, controllata dalla società Assurances Generales de France (AGF), a sua volta nell'orbita Allianz, che acquisisce il controllo della compagnia. Da qui la ragione sociale Euler SIAC.
Negli anni 2000 il gruppo Euler si quota in Borsa e rileva anche la parte rimanente del capitale, divenendo proprietaria al 100% della società.
Nel 2010 il Gruppo Euler Hermes si divide in sei macro regioni e l'Italia entra a far parte dell'area dei Paesi Mediterranei/Africa.